# Strana zelených (Švédsko)
Strana zelených (švédsky: Miljöpartiet de Gröna) je švédská zelená politická strana. Byla založena v roce 1981 okruhem lidí, kteří se angažovali v referendu proti využívání jaderné energie (proběhlo o rok dříve). Je členem Evropské strany zelených.

## Historie

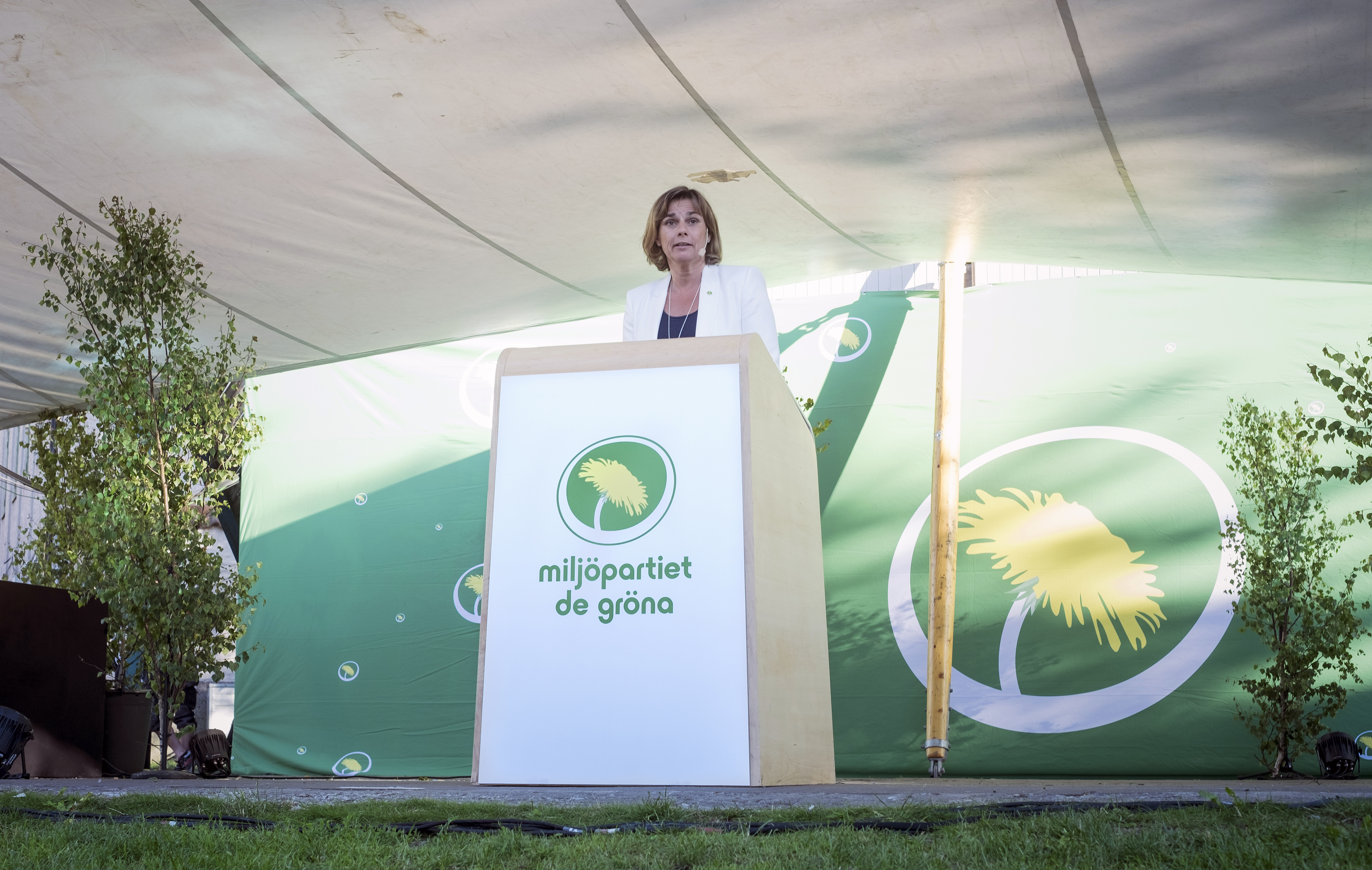
Isabella Lövin v roce 2011.

Strana se poprvé dostala do švédského parlamentu v roce 1988, neuspěla v příštích volbách v roce 1991 a vrátila se do něj o tři roky později. V současnosti ji zastupuje 25 poslanců v Sveriges Riksdagen a 2 v Evropském parlamentu.
Strana je zaměřená na ochranu životního prostředí a práva menšin. K jejím programovým prioritám také patří odpor k členství Švédska v Evropské unii, k čemuž požaduje nové referendum.[zdroj?] Také usiluje o to, aby Švédsko ustoupilo od využívání jaderné energie a nahradilo jí alternativními zdroji.
Jako mnohé zelené strany, i Strana zelených si nevolí předsedu, ale dvojici svých mluvčích. Dvojici vždy tvoří muž a žena.

## Volební výsledky

### Parlamentní volby
| Volební rok | Počet hlasů | Hlasy v % | Počet mandátů |
| ----------- | ----------- | --------- | ------------- |
| 1982        | 91 787      | 1,65      | 0             |
| 1985        | 83 645      | 1,5       | 0             |
| 1988        | 296 935     | 5,5       | 20            |
| 1991        | 185 051     | 3,4       | 0             |
| 1994        | 279 042     | 5,0       | 18            |
| 1998        | 236 699     | 4,5       | 16            |
| 2002        | 246 392     | 4,6       | 17            |
| 2006        | 291 121     | 5,2       | 19            |
| 2010        | 437 435     | 7,34      | 25            |
| 2014        | 408 365     | 6,8       | 25            |
| 2018        | 271 472     | 4,3       | 15            |

### Evropské volby
| Volební rok | Počet hlasů | Hlasy v % | Počet mandátů |
| ----------- | ----------- | --------- | ------------- |
| 1995        | 462 092     | 17,22     | 4             |
| 1999        | 239 946     | 9,5       | 2             |
| 2004        | 149 603     | 5,96      | 1             |
| 2009        | 349 114     | 11,02     | 2             |
| 2014        | 572 591     | 15,04 %   | 4             |